# Larry Ward
Larry Ward (* 3. Oktober 1924 in Columbus, Ohio; † 16. Februar 1985 in Los Angeles, Kalifornien) war ein US-amerikanischer Schauspieler und Linguist.

## Leben
Ward begann seine Karriere Mitte der 1950er Jahre in der Seifenoper The Brighter Day, konnte jedoch in den darauf folgenden Jahren keine weiteren Film- und Fernsehrollen erringen. Erst 1962 kam seine Karriere in Fahrt, als er in einer Reihe von Warner Bros.-Fernsehserien Gastauftritte erhielt. Nach einem Auftritt als United States Marshal Frank Ragan in Cheyenne erhielt er im Spin-off The Dakotas die Hauptrolle. Die Westernserie über die Abenteuer des Marshals und seiner Deputies wurde jedoch nach der ersten Staffel eingestellt. Ward spielte den Rest der 1960er Jahre noch einige Gastrollen in verschiedenen Serien, seine Fernsehauftritte wurde jedoch rarer.
Ähnlich wie Clint Eastwood, der nach seiner Fernsehkarriere mit Tausend Meilen Staub nach Italien gegangen und dort unter Sergio Leone zum Star wurde, versuchte auch Ward sein Glück in Italowestern. Er spielte Hauptrollen in Die sich in Fetzen schießen sowie in Einen Schatz klaut man nicht an der Seite von Ingeborg Schöner, diese waren jedoch kommerziell nicht sonderlich erfolgreich. Zurück in Hollywood erhielt er eine namenlose Nebenrolle im Westernklassiker Man nannte ihn Hombre mit Paul Newman, eine Filmkarriere in den Vereinigten Staaten war ihm jedoch nicht vergönnt. Er spielte schließlich noch in zwei italienischen Kriminalfilmen und einem auf den Philippinen gedrehten B-Movie-Horrorfilm.

## Filmografie (Auswahl)
Fernsehen
- 1962: 77 Sunset Strip
- 1962: Cheyenne
- 1962: Have Gun – Will Travel
- 1962: Lawman
- 1963: Rauchende Colts (Gunsmoke)
- 1963: The Dakotas
- 1964: Die blaue Eskadron (A Distant Trumpet)
- 1964: Temple Houston
- 1965: Tausend Meilen Staub (Rawhide)
- 1966: Tennisschläger und Kanonen (I Spy)
- 1966: Time Tunnel (The Time Tunnel)
- 1967: Invasion von der Wega (The Invaders)
- 1968: Bonanza
- 1969: Die Leute von der Shiloh Ranch (The Virginian)
- 1974: Cannon
- 1980: Buck Rogers (Buck Rogers in the 25th Century)
- 1982: M*A*S*H

Film
- 1949: The Stratton Story
- 1967: Die sich in Fetzen schießen (Dio non paga il sabato)
- 1967: Einen Schatz klaut man nicht (Non sta bene rubare il tesoro)
- 1967: Man nannte ihn Hombre (Hombre)
- 1968: Mein Leben für die Rache (Sapevano solo uccidere)
- 1969: Der Phantom Killer schlägt zu (Viaje al vacío)
- 1971: Mein Leben für die Rache (Sapevano solo uccidere)
- 1977: Star Wars: Episode IV - Eine neue Hoffnung (Stimme)
- 1983: Star Wars: Episode VI - Die Rückkehr der Jedi-Ritter (Stimme)